# 新邁阿密科勒尼
新邁阿密科勒尼（英語：New Miami Colony）是位於美國蒙大拿州龐多雷縣的普查規定居民點。

## 人口
根據2020年美國人口普查的數據，新邁阿密科勒尼的面積為0.98平方千米，皆為陸地。當地共有人口297人，而人口密度為每平方千米303.06人。